# Belasting in Nederland

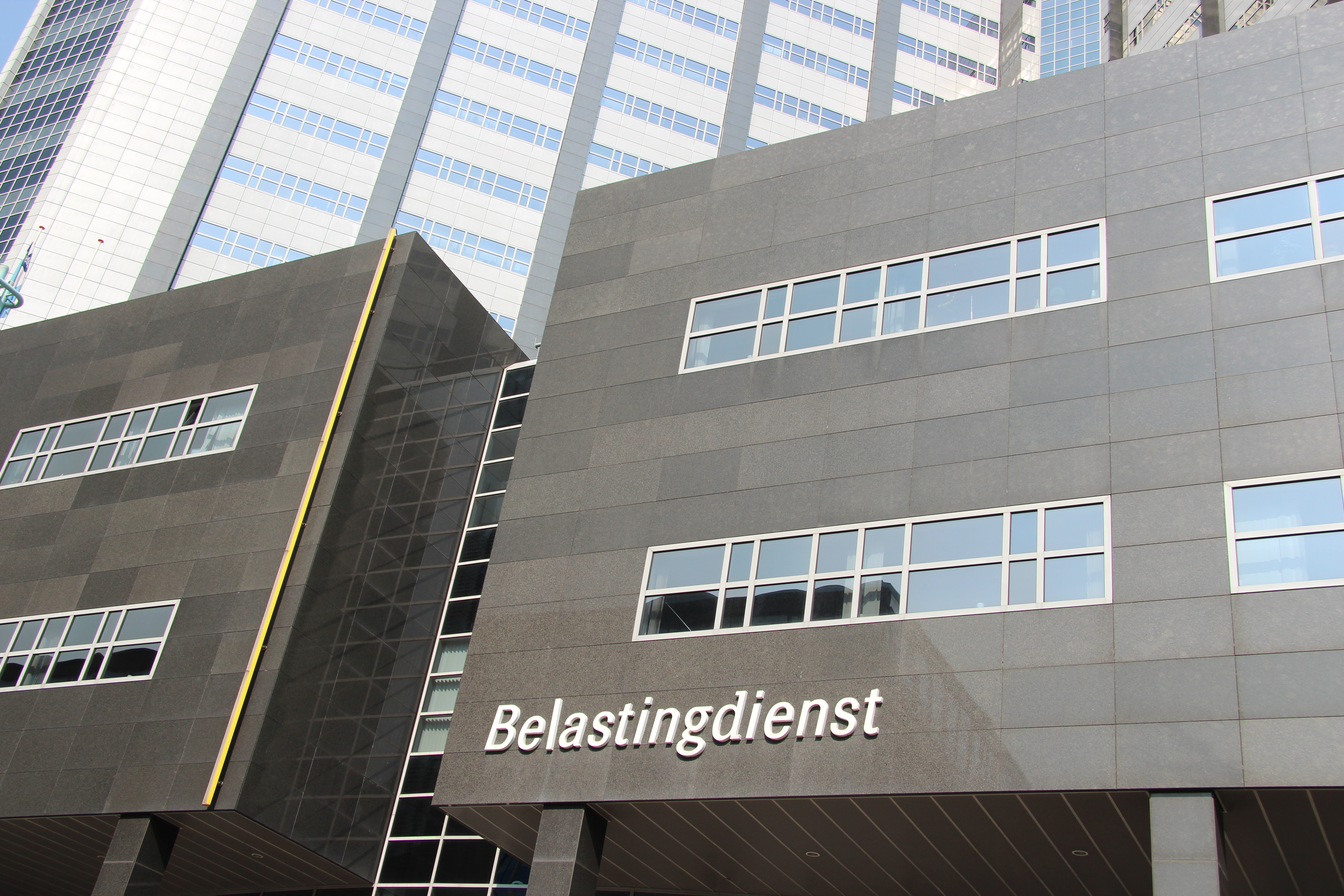
De uitvoering van de rijksbelastingwetgeving vindt plaats door de Belastingdienst.

Belastingen vormen in Nederland het grootste deel van de inkomsten van de overheden. Daarnaast ontvangt de staat inkomsten uit de verkoop van aardgas uit de Nederlandse bodem. Ook krijgt de rijksoverheid inkomsten uit de winst van bedrijven waarvan de overheid (voor een deel) eigenaar is, zoals KLM en KPN. Ook de provinciale en gemeentelijke overheid en de waterschappen heffen hun eigen belasting.
Traditioneel nemen de omzetbelasting en de loonbelasting de grootste moten voor hun rekening. Tezamen zijn zij goed voor zo'n 70% van de belastinginkomsten. Daarna volgt de vennootschapsbelasting met ongeveer 15%. De loonbelasting is een voorheffing van de inkomstenbelasting; deze afrekening kan een (bij)betaling of een teruggave inhouden, per saldo is deze goed voor enkele procenten van de belastinginkomsten. Andere, kleinere belastingen, zoals de dividendbelasting en de accijnzen, leveren voor de overheid verhoudingsgewijs weinig op.
Het ministerie van Financiën is verantwoordelijk voor de uitvoering van rijksbelastingwetgeving. De feitelijke uitvoering vindt plaats door de Belastingdienst. Binnen de belastingdienst is de inspecteur verantwoordelijk voor heffingsaangelegenheden zoals de aanslagregeling en de behandeling van bezwaar- en verzoekschriften. De ontvanger is verantwoordelijk voor invorderingsaangelegenheden. De inspecteur werkt voornamelijk op basis van de Algemene Wet inzake Rijksbelastingen (AWR) terwijl de ontvanger voornamelijk de Invorderingswet hanteert.

## Belasting versus heffing
De term heffing wordt vaak gebruikt als algemener dan belasting. Zo is bijvoorbeeld de loonheffing een combinatie van loonbelasting en ingehouden premies volksverzekeringen. Daarnaast wordt in het spraakgebruik een heffing vaak gezien als een bestemmingsheffing, zijnde een heffing waarvan de opbrengsten geoormerkt zijn voor bepaalde uitgaven. Volgens de regering volgt dat echter niet uit de term heffing. Omdat de opbrengst van de verhuurderheffing niet los is te zien van de voordelen die verhuurders in de gereguleerde sector hebben van toegestane extra huurverhogingen, heeft het kabinet ervoor gekozen deze maatregel als een heffing te betitelen en niet als een belasting, ook al is het geen bestemmingsheffing.

## Geschiedenis
Het betalen van belastingen bestaat al eeuwen. In de 17e eeuw en 18e eeuw ging het voornamelijk om belastingen op eerste levensbehoeften als brandhout, zeep, zout, graan, vlees, turf, kolen en wol. Omdat niemand zonder deze producten kon leven, was de overheid verzekerd van inkomsten. De overheid gebruikte dat geld voor de bescherming van land en inwoners, de handhaving van de openbare orde en de regulering van verkeer, waterstaat en handel. Iedereen betaalde toen hetzelfde tarief ongeacht het inkomen.
In 1806 werd onder Alexander Gogel, minister van Financiën tijdens de Bataafs-Franse tijd een stelsel van algemene belastingen ingevoerd. De betekenis van het stelsel zat vooral in het bereiken van eenheid van de Nederlandse belastingheffing.
In 1914 werd de eerste vorm van belasting op inkomen ingevoerd. Het doel van het invoeren van inkomstenbelasting is om naar draagkracht te belasten.
De rol van de overheid is sindsdien alleen maar groter geworden. Vandaar dat de overheid steeds meer geld "nodig heeft" om alle taken te kunnen uitvoeren. Nieuwe belastingsoorten, zoals omzetbelasting (vanaf 1969 btw) en vennootschapsbelasting worden ingevoerd.
In 1964 werd de loonbelasting ingevoerd.
Na de Tweede Wereldoorlog is het belastingstelsel uitgegroeid tot een systeem dat gekenmerkt wordt door twee belangrijke uitgangspunten: het draagkrachtbeginsel en het profijtbeginsel, die in de praktijk echter niet goed uit de verf komen.
De volgende belastingen zijn inmiddels afgeschaft:
- Vermogensbelasting (afgeschaft per 1 januari 2001)
- Belasting op uranium-235 (afgeschaft per 1 januari 2001)
- Kapitaalbelasting (afgeschaft per 1 januari 2006)
- Vliegbelasting (nultarief ingevoerd per 1 juli 2009)
- Grondwaterbelasting (afgeschaft per 1 januari 2012)
- Afvalstoffenbelasting (afgeschaft per 1 januari 2012)

## Beginselen

### Profijtbeginsel
Het profijtbeginsel houdt in dat naarmate men meer profijt heeft van een bepaalde overheidsvoorziening, men er ook meer voor moet betalen. Daarom zou degene die een auto bezit wegenbelasting moeten betalen, wie er geen heeft, niet. Het profijtbeginsel komt zo niet echt uit de verf, want de een rijdt mogelijk veel meer kilometers in een lichte (en dus fiscaal goedkope) auto dan de ander in een zware. Bovendien is het profijtbeginsel in tegenspraak met de BPM: de belasting op de aanschaf van een motorrijtuig. Een andere kritiek tegen het profijtbeginsel is dat het eigenlijk niet bestaat wanneer het perfect opgevolgd wordt. Als iedereen dat bedrag aan belasting betaalt dat gelijk is aan zijn profijt van de overheidsvoorziening, dan zouden die voorzieningen dus geen zin hebben omdat de belastingplichtige dan net zo goed zelf daarin had kunnen voorzien.

### Draagkrachtbeginsel
Daarnaast hanteert de overheid het draagkrachtbeginsel. Dat gaat ervan uit dat de sterkste schouders de zwaarste last kunnen dragen. Dus hoe hoger het inkomen, hoe meer belasting men procentueel moet betalen.
De overheid hanteert tegenwoordig, behalve het profijt- en het draagkrachtbeginsel, ook het principe van 'de vervuiler betaalt'. Dat principe is bijvoorbeeld van toepassing als de overheid belasting heft op milieuvervuilende activiteiten van burgers. Voor industrie en grootverbruikers worden echter een aparte tariefstructuur en kortingen gehandhaafd.

## Wie draagt de belastingen af?
Bij het afdragen van belastingen zijn de volgende twee mogelijkheden te onderscheiden: directe of indirecte belastingen. Belastingen die door de belastingplichtige zelf worden afgedragen (dit kunnen particulieren maar ook bedrijven zijn, afhankelijk van de ondernemingsvorm) aan de Belastingdienst worden directe belastingen genoemd. Een voorbeeld hiervan is de inkomstenbelasting. Bij de indirecte belastingen draagt een ander de belastingen af aan de Belastingdienst. Een voorbeeld hiervan zijn accijnzen. Dit is een belasting die in de prijs van goederen en diensten is verwerkt. De consument betaalt de belasting, maar de leverancier draagt het belastingbedrag af aan de Belastingdienst.

## Belastingen in soorten en maten
De staat heft belastingen op inkomen, winst en het forfaitair rendement uit vermogen. Iedereen heeft te maken met de inkomstenbelasting, die betaald moet worden over inkomsten. Hoeveel inkomstenbelasting wordt betaald is afhankelijk van de hoogte van het inkomen en persoonlijke omstandigheden. In het huidige belastingstelsel, dat op 1 januari 2001 in werking is getreden, is de vroegere belastingvrije som vervangen door een systeem van heffingskortingen. Zoals het begrip "heffingskorting" doet suggereren, is het een korting op de belastingheffing (te betalen bedrag). De voorheen heersende belastingvrije som daarentegen was een vermindering van de heffingsgrondslag, het bedrag waarover de belastingheffing (aanslag) wordt berekend.
De hoogte van de totale korting is afhankelijk van persoonlijke omstandigheden als leeftijd, het al of niet hebben van een baan en het aantal kinderen. Mensen zonder inkomsten kunnen ook in aanraking komen met de belastingen doordat zij eventueel heffingskortingen uitbetaald kunnen krijgen indien het door de fiscale partner te betalen belastingbedrag hiervoor toereikend is.
Naarmate het inkomen hoger is, wordt meer belasting betaald. Daarnaast heft de staat accijnzen en een Belasting op Toegevoegde Waarde (btw). Btw wordt ook wel juridisch de omzetbelasting genoemd. Bij leveringen of diensten (samen: prestaties) zit een toeslag op de prijs die de consument moet betalen. Deze toeslag is de btw of omzetbelasting. De producenten en leveranciers verhogen dus de prijs van een levering of dienst met het bedrag van de btw, en vervolgens moeten zij dit geld aan de staat afdragen. Maar de consument betaalt in werkelijkheid deze belasting, want hij moet een toeslag op de prijs betalen. Zonder de btw zou de consument goedkoper uit zijn.
Op luxe producten, die niet echt nodig zijn om te leven, wordt 21 procent btw betaald (bijvoorbeeld op cd's, of op sieraden). Op minder luxe producten, eerste levensbehoeften, wordt meestal 9% btw betaald (bijvoorbeeld op brood). Dit zijn dus alle leveringen die belast zijn met btw naar het algemeen of verlaagde tarief. Dit kan ook voor diensten gelden, bijvoorbeeld het schilderen van een huis dat meer dan 15 jaar oud is. Ten slotte zijn er nog prestaties waarvoor een 0%-tarief geldt en prestaties waarop een vrijstelling van omzetbelasting van toepassing is. Op zaken als sigaretten, drank of benzine wordt boven op de btw nog accijns of verbruiksbelasting geheven. Van iedere verkochte liter benzine of jenever wordt een vast bedrag aan accijnzen aan de overheid afgedragen. De classificatie staat regelmatig ter discussie, en toekenning kan eerder een politiek karakter krijgen.
Veel belastingsoorten uit het verleden behelsden een poging van de heffer om de belastinginkomsten te stabiliseren. Door de toegenomen beschikbaarheid van informatie voor de staat, is dit nu zeer sterk verbeterd. Het heeft wel als gevolg dat de staat niet langer 'mee-ademt' met de conjunctuur van de economie, zoals lang wel het geval was.
Door de toename van het aantal belastingsoorten neemt de complexiteit van de inning toe, en dus ook de bijhorende kosten. Aangezien controle van de aard van de grondslag vaak niet efficiënt kan plaatsvinden, of tegen privacy-wetgeving aanloopt, is er een sterke trend van de oorspronkelijk analytische benadering, naar een synthetische belasting.
Hierbij wordt een algemeen tarief geconstrueerd dat meer tendeert naar de inkomstenbehoefte van de staat dan de precieze inkomsten van een persoon. Aangezien er toenemend belasting-ontwijking plaatsvindt, versterkt dit de politieke acceptatie van wat dan nu bekendstaat als 'vlaktaks'. Deze combineert eenvoud van inning met het door velen gedragen beginsel van breedste schouders, zwaarste lasten, in voldoende mate.
De ultieme synthetische belasting die uit dit proces kan voortvloeien, is dan uiteraard een vlaktaks, die alle belastingsoorten in een enkel tarief consolideert. Gezien ontwikkelingen in het verleden ligt de voorkeur dan bij een belasting op uitgaven, die de productiviteit niet ontmoedigt. Deze laatste ontwikkeling wordt nog niet zozeer breed gedragen, maar ontplooit zich de laatste jaren wel over een breed politiek spectrum.

## Belastingheffende instanties en wat wordt zoal geheven?
Er zijn in Nederland vijf overheden die belasting heffen:
1. de Rijksoverheid
2. de Provincies
3. de Gemeenten
4. de Openbare lichamen BES
5. de Waterschappen

Ten opzichte van de totale belastingopbrengst is het aandeel van de provinciale, de gemeentelijke en de waterschapsbelastingen gering: nog geen 4% van de totale belastingopbrengst.

### Belastingen geheven door de Nederlandse rijksoverheid in Europees Nederland

#### Rijksbelastingen op inkomen, winst, vermogen e.d.
- Inkomstenbelasting: Wet inkomstenbelasting 2001
- Loonbelasting: Wet op de loonbelasting 1964
- Vennootschapsbelasting: Wet op de vennootschapsbelasting 1969
- Dividendbelasting: Wet op de dividendbelasting 1965
- Kansspelbelasting
- Erfbelasting en schenkbelasting: Successiewet 1956
- Verhuurderheffing
- Vermogensrendementheffing

#### Kostprijsverhogende rijksbelastingen
- Omzetbelasting
- Rechten bij invoer
- Rechten bij uitvoer
- Accijnzen, te onderscheiden in:
  1. Alcoholaccijns
  2. Wijnaccijns
  3. Bieraccijns
  4. Wet op de verbruiksbelastingen van alcoholvrije dranken en van enkele andere producten[3]
  5. Suikeraccijns
  6. Tabaksaccijns
  7. Accijns van minerale oliën
- Belastingen op personenauto's en motorrijwielen
- Overdrachtsbelasting
- Assurantiebelasting

#### Milieuheffingen
- De Wet belastingen op milieugrondslag[4] regelt de volgende belastingen:
  1. Belasting op leidingwater (BoL)[5]
  2. Afvalstoffenbelasting
  3. Kolenbelasting
  4. Energiebelasting
  5. Minimum CO2-prijs elektriciteitsopwekking
  6. CO2-heffing industrie
  7. CO2-heffing glastuinbouw
  8. Vliegbelasting

#### Overige
- Motorrijtuigenbelasting

### Belastingen geheven door de Nederlandse rijksoverheid in Caribisch Nederland
- Inkomstenbelasting - Wet inkomstenbelasting BES
- Loonbelasting - Wet loonbelasting BES
- Opbrengstbelasting - Belastingwet BES
- Kansspelbelasting - Belastingwet BES
- Algemene bestedingsbelasting - Belastingwet BES
- Vastgoedbelasting - Belastingwet BES
- Overdrachtsbelasting - Belastingwet BES
- Accijnzen - Douane- en Accijnswet BES
  1. Benzine
  2. Bier
  3. Wijn
  4. Gedestilleerd
  5. Sigaretten
  6. Sigaren en cigarillo’s
  7. Rooktabak

Er is het Besluit van 26 februari 2011 tot vaststelling van het besluit voorkoming dubbele belasting tussen de belastingstelsels van het in Europa gelegen deel van het land Nederland en het in het Caribische gebied gelegen deel van het land Nederland (Belastingregeling voor het land Nederland).

### Belastingen geheven door gemeenten

#### Inleiding
De grondslag voor de vaststelling van een gemeentelijke verordening op grond waarvan gemeentelijke belastingen worden geheven, is veelal in hoofdstuk XV van de Gemeentewet te vinden (artikel 216 Gemeentewet e.v.). Voor de Gemeentelijke verordeningen zal men zich tot de specifieke gemeente dienen te wenden. Bij inwerkingtreding van een gemeentelijke belastingverordening wordt dat veelal in het plaatselijk/regionale huis-aan-huisblad bekendgemaakt.

#### Gemeentelijke belastingen
Door Nederlandse gemeenten worden onder andere geheven de volgende belastingen:
- onroerende-zaakbelasting (artikelen 220 tot en met 220i Gemeentewet)
- baatbelasting
- forensenbelasting
- toeristenbelasting
- parkeerbelasting
- hondenbelasting
- reclamebelasting
- precariobelasting
- bouwgrondbelasting
- afvalstoffenheffing
- reinigingsrecht
- rioolheffing - tot 1 januari 2008 een retributie (rioolrecht), sindsdien een belasting (behalve voor het rioolaansluitrecht)

Het COELO (Centrum voor Onderzoek naar de Economie van de Lokale Overheden, RU Groningen) houdt een overzicht bij van de gemeentelijke lasten per huishouden voor alle gemeenten in Nederland, de Atlas van de lokale lasten.

### Belastingen geheven door de openbare lichamen BES

#### Inleiding
De grondslag voor de vaststelling van een eilandsverordening op grond waarvan eilandbelastingen worden geheven, is veelal in hoofdstuk IV van de Wet financiën openbare lichamen Bonaire, Sint Eustatius en Saba (FinBES) te vinden (artikel 40 FinBES e.v.).

#### Eilandbelastingen
Door de openbare lichamen Bonaire, Sint Eustatius en Saba kunnen onder andere de volgende belastingen worden geheven:
- grondbelasting (wordt (vooralsnog) alleen in Bonaire geheven)
- toeristenbelasting
- verhuurbelasting motorrijtuigen
- motorrijtuigenbelasting
- parkeerbelasting (wordt (nog) niet geheven)
- afvalstoffenheffing (wordt (nog) niet geheven)
- rioolheffing (wordt (nog) niet geheven)
- hondenbelasting
- reclamebelasting (wordt (nog) niet geheven)
- precariobelasting
- havenbelasting

#### Eilandelijke opcenten
De openbare lichamen kunnen opcenten heffen op de hoofdsom van de vastgoedbelasting.

## Wijzigingen
Per kalenderjaar zijn er enkele wijzigingswetten, die per wet vaak meerdere belastingwetten wijzigen. Wijzigingen met ingang van jaar T staan jaarlijks in:
- Fiscale verzamelwet T - wordt in het voorjaar van het jaar T-1 ingediend
- Belastingplan T - wordt op Prinsjesdag van het jaar T-1 ingediend. Het wordt steeds erg laat definitief, de stemming in de Eerste Kamer is altijd vlak voor Kerst van het jaar T-1. Omdat afwijzing door de Eerste Kamer erg ontregelend is, komt dit zelden of nooit voor. De Eerste Kamer kan van de regering wel toezeggingen verlangen. De vaststelling van de uiteindelijke tekst door de Tweede Kamer (definitieve tekst behoudens aannemen door de Eerste Kamer) vindt in november plaats. 'Belastingplan' wordt ook wel afgekort tot BP, bijvoorbeeld in 'BP 2024'. De volledige titel van het wetsvoorstel is Wijziging van enkele belastingwetten en enige andere wetten (Belastingplan 2024). Anders dan bij de titels van de meeste wetsvoorstellen kan het deel tussen haakjes niet worden weggelaten, omdat het jaartal alleen daarin staat. De titel van de uiteindelijke wet bevat zoals bij wetten gebruikelijk is wel de datum van het Staatsblad, in dit geval Wet van 20 december 2023 tot wijziging van enkele belastingwetten en enige andere wetten (Belastingplan 2024).[7] Het achtervoegsel 'plan' neemt niet weg dat het gewoon eerst een wetsvoorstel en later een wet is.
- Bijstellingsregeling directe belastingen T - wordt eind december van het jaar T-1 in de Staatscourant gepubliceerd[8]
- Bijstellingsregeling accijns, belasting van personenauto’s en motorrijwielen, motorrijtuigenbelasting en belastingen op milieugrondslag T - wordt in december van het jaar T-1 in de Staatscourant gepubliceerd

Het pakket Belastingplan T bestaat uit tweede genoemde en vaak nog andere belastingwetsvoorstellen die op Prinsjesdag van het jaar T-1 worden ingediend.
Tot en met T=2016 was er de Fiscale verzamelwet T-1 (tegenwoordig zoals gezegd Fiscale verzamelwet T), met als laatste de Fiscale verzamelwet 2015 die inging in 2016. Ten behoeve van de spreiding in de tijd werd deze wet eerder ingediend, rond juni; vandaar ook het afwijkende jaartal in de naam (het jaar van behandeling, niet van inwerkingtreding). De spreiding was echter beperkt, de behandeling liep toch voor een groot deel parallel aan die van het Belastingplanpakket.
Diverse wetten regelen een jaarlijkse indexering van in de wet voorkomende bedragen, waarbij de inflatie met een vertraging van 18 maanden doorwerkt. De daaruit voortvloeiende wijzigingen staan in de twee genoemde bijstellingsregelingen. Zo is de Bijstellingsregeling 2017 in december 2016 gepubliceerd. De bijstellingsregeling geeft aan hoe indexeringsvoorschriften worden uitgevoerd, voor onder andere de Wet IB 2001 en de Wet vermindering afdracht loonbelasting en premie voor de volksverzekeringen. Voor 2017 is de tabelcorrectiefactor 1,003, voor 2018 1,008. De bovengrens van de tweede schijf van box 1 wordt maar voor 75% geïndexeerd, dus daarvoor is de factor in 2017 1,00225, en in 2018 1,006. De tabelcorrectiefactor hangt af van de inflatie tot 1 juli voorafgaande aan het belastingjaar en is dus in de loop van juli bekend. Bedragen in wetten die wijzigingen regelen die in de verdere toekomst ingaan zijn vaak op dezelfde manier geïndexeerd. Wijzigingswetten die bedragen wijzigen bij de eerstvolgende jaarwisseling, bepalen vaak dat de wijziging plaatsvindt na toepassing van indexering. In 2018 wordt bijvoorbeeld het heffingvrije vermogen € 30.000, na toepassing van de indexering van het bedrag van € 25.000. Dit betekende in feite dat die indexering er niet toe deed. De bijstellingsregeling bevat dus niet altijd de uiteindelijke bedragen. De toelichting van de bijstellingsregeling kan die eventueel wel vermelden.
Veel andere wijzigingen staan jaarlijks in het Belastingplan en de Overige fiscale maatregelen. Ze worden na eventuele wijzigingen bij de behandeling in de Tweede Kamer, normaal gesproken in december door de Eerste Kamer aangenomen. De positie van de Eerste Kamer is lastig: doordat vele wijzigingen samen in één wet staan is afwijzing een zwaar middel dat zelden of nooit voorkomt; ook is de tijd erg krap, want normaliter kunnen veranderingen niet met terugwerkende kracht worden ingevoerd. Wel bedingt de Eerste Kamer soms dat de minister bevordert dat later alsnog iets veranderd wordt, of bijvoorbeeld bij de btw-verhoging voor podiumkunsten, dat de staatssecretaris een beleidsbesluit zou nemen om de verhoging later in te laten ingaan dan in de wet staat.
Verder is er soms incidenteel een aparte wet over een speciaal onderwerp.

### Parameterwijzigingen en structuurwijzigingen
Parameterwijzigingen zijn gemakkelijker uit te voeren (ze vergen minder ICT-capaciteit) dan structuurwijzigingen. Een parameter de waarde nul geven kan echter gelden als structuurwijziging. Dit is soms ook het geval als bijvoorbeeld van twee parameters eerst de ene de grootste waarde heeft en daarna de andere.
Voorbeelden:
- De invorderingsrente is in het kader van de coronacrisis tijdelijk sterk verlaagd naar 0,01% per jaar. De reden om deze niet op nul te stellen was dat volgens de wet hetzelfde percentage werd gehanteerd voor de korting als een belastingaanslag die in termijnen mag worden betaald, ineens betaald wordt. Een eenvoudige parameterwijziging zou betekenen dat de belastingplichtige een korting van nul euro zou worden aangeboden als hij ineens betaalt, wat vreemd zou overkomen.[12][13] Overigens kwam het nog steeds vreemd over dat de korting zo extreem laag was (meestal €1, dankzij het naar boven afronden).
- De Tweede Kamer wilde dat de jubelton met ingang van 2023 werd afgeschaft, maar de regering heeft hierop geantwoord dat de tijd daarvoor te kort was omdat het een structuurwijziging zou zijn. Het maximale bedrag van de schenking eenvoudig wijzigen in €0 of bijvoorbeeld €1 zou, mede door de samenhang met andere vrijstellingen, onlogische resultaten en verwarring geven. Het bedrag van de vrijstelling kon met het oog hierop wel voor het jaar 2023 verlaagd worden, maar moest dan minstens het bedrag zijn van de eenmalige verhoogde vrijstelling tussen ouders en kinderen: € 27.231.[14][15] De wet Belastingplan 2023 bevat dan ook verlaging tot het genoemde bedrag met ingang van 2023, en afschaffing van de regeling met ingang van 2024.[16]
- Om de stijging van de prijzen van aardgas, stadsverwarming en elektriciteit enigszins te dempen is de btw daarop voor de tweede helft van 2022 verlaagd van 21% naar 9%. Het verplaatsen van energie naar een bestaande andere categorie was eenvoudiger dan het invoeren van een apart tarief (dus een nieuwe categorie).

## Belastinguitgave
Onder een belastinguitgave (in enge zin) wordt verstaan een overheidsuitgave in de vorm van een derving of uitstel van belastingontvangsten, die voorvloeit uit een voorziening in de wet voor zover die voorziening niet in overeenstemming is met de primaire heffingstructuur van de wet. Voorbeelden:
- Zelfstandigenaftrek
- Aftrek wegens geen of geringe eigenwoningschuld
- Fiscale faciliteiten voor groene beleggingen
- Fiscale faciliteiten voor giften en nalatenschappen aan algemeen nut beogende instellingen

## Internationale aspecten
Zie voor de internationale aspecten van de belastingheffing in Nederland (met de nadruk op de directe belastingen): belastingverdrag.